# Unidad Granadina
Unidad Granadina (UG) va ser un partit polític espanyol l'àmbit territorial del qual se circumscrivia a la província de Granada. Va ser fundat el 1991 com a iniciativa liderada per José Sánchez Faba, magistrat i primer president democràtic de la Diputació de Granada.
En l'espectre polític estava situat com a opció provincial independent, amb postulats principalment propers al centre polític i amb certs matisos concrets de la centredreta granadina, per la mateixa composició i procedència de gran part de la seva membresía i electorat.